# Asthenomacrurus victoris
Asthenomacrurus victoris es una especie de pez de la familia Macrouridae en el orden de los Gadiformes.

## Morfología
Los machos pueden llegar alcanzar los 24,9 cm de longitud total.

## Hábitat
Es un pez de aguas profundas que vive entre 2320-3530 m de profundidad.

## Distribución geográfica
Se encuentra al suroeste de Australia y en la isla de Honshu (Japón).